# London Grammar
London Grammar là một ban nhạc indie pop đến từ Anh được thành lập tại Nottingham vào năm 2009. Ban nhạc bao gồm Hannah Reid, Dan Rothman và Dominic 'Dot' Major. EP đầu tay của họ là Metal & Dust, được phát hành vào tháng 2 năm 2013 bởi hãng thu Metal & Dust Recordings  trong khi album đầu tay của họ,If You Wait,được phát hành vào tháng 9 năm 2013. Album đạt vị trí thứ hai trên UK Albums Chart và đã được chứng nhận bạch kim kép bởi British Phonographic Industry (BPI).  Album phòng thu thứ hai của ban nhạc,Truth Is a Beautiful Thing, được phát hành vào tháng 6 năm 2017, đạt top 1 trên Bảng xếp hạng Album của Vương quốc Anh.

## Lịch sử nhóm nhạc

### 2009–2012: Đời đầu
Nữ ca sĩ Hannah Reid và nam nghệ sĩ guitar Dan Rothman đến từ Luân Đôn và gặp nhau tại Ancaster Hall of Residence tại Đại học Nottingham trong năm đầu tiên của họ vào năm 2009.Rothman thấy Reid chơi ghi-ta và liên hệ với cô ấy để xem cô ấy có muốn chơi không  hợp tác.Họ được tham gia bởi Dominic 'Dot' Major (keyboard, djembe, trống) bản xứ Northampton một năm sau đó, sau khi anh ấy bắt đầu chơi nhạc cùng với Rothman. Họ chọn tên là "không chỉ là nơi chúng tôi đến, mà London còn mang tính quốc tế và đa văn hóa đến mức nó thực sự giống như một cái tên khá phổ biến theo một cách nào đó".
Sau khi hoàn thành việc học vào giữa năm 2011, bộ ba chuyển đến London để theo đuổi sự nghiệp âm nhạc.  Đến cuối năm, họ được quản lý bởi Conor Wheeler, người đã bắt đầu quảng bá cho họ.Ban nhạc bắt đầu bằng cách chơi các hợp đồng biểu diễn thấp tại các quán bar địa phương, trau dồi tài liệu của họ.Họ nhanh chóng nhận ra mình được một số người của A&R chú ý, và họ được ký hợp đồng với Bộ Âm thanh trong khi Big Life đảm nhận nhiệm vụ quản lý vào nửa cuối năm 2012. Trong cùng năm, bộ ba đã thực hiện một số bản thu âm ban đầu với Rollo Armstrong của Faithless và Liam Howe của Sneaker Pimps.Cuối năm đó, ban nhạc tiếp tục hợp tác với Tim Bran của Dreadzone và Roy Kerr, và đến cuối năm, phần lớn bản thu âm đã được hoàn thành.  Vào ngày 12 tháng 12 năm 2012, bộ ba đã đăng bài hát "Hey Now" của họ trên YouTube;  nó ngay lập tức nhận được một lượng lớn sự chú ý.

### 2013–2016:If You Wait
EP Metal & Dust của họ tiếp diễn và ra mắt vào tháng 2 năm 2013 và nó đã lọt vào top 5 của bảng xếp hạng iTunes ở Úc.  Nó đã tạo ra rất nhiều sự quan tâm, và ban nhạc đã nhận được nhiều lượt phát sóng đáng kể trên đài phát thanh quốc gia.Họ phát hành đĩa đơn "Wasting My Young Years" vào tháng 6 năm 2013, đạt vị trí thứ 31 trên UK Singles Chart.  Ban nhạc cũng góp mặt trong album Settle của Disclosure với ca khúc "Help Me Lose My Mind", phát hành vào tháng 6 năm 2013.Ban nhạc đã thu âm hai buổi trực tiếp cho Radio 1 và họ đã biểu diễn tại mười lễ hội âm nhạc châu Âu mùa hè 2013.Vào tháng 9 năm 2013, Reid là chủ đề của một bài đăng trên Twitter của Radio 1 Breakfast Show, bị chỉ trích là phân biệt giới tính.  Phản ứng dữ dội đã buộc tập đoàn phải xin lỗi, trong khi bộ ba "quyết định đứng ngoài cuộc".
Vào ngày 1 tháng 9 năm 2013, họ phát hành "Strong", đạt vị trí thứ 16 trên UK Singles Chart.  Bài hát sau đó đã được sử dụng trong bộ phim truyền hình Mỹ năm 2014 "Reckless" cho tập thứ hai của nó, "Parting Shots".  Vào ngày 9 tháng 9 năm 2013, họ phát hành album phòng thu đầu tay If You Wait, đạt vị trí thứ hai trên Bảng xếp hạng Album của Vương quốc Anh.  Nó cũng đạt vị trí thứ hai trên Bảng xếp hạng Album của Úc, vị trí thứ 11 trên Bảng xếp hạng Album của Pháp, vị trí thứ 13 trên Bảng xếp hạng Album của Ireland và vị trí thứ 22 trên Bảng xếp hạng Album của New Zealand.  Ban nhạc được ký hợp đồng với Hãng đĩa Columbia tại Hoa Kỳ.Vào ngày 8 tháng 12 năm 2013, một đĩa đơn cho album, "Nightcall" được phát hành.  Bìa của họ đã được sử dụng một lần nữa cho chương trình "Reckless" trong tập cuối "Civil Wars phần 2".
Vào ngày 13 tháng 1 năm 2014, ban nhạc biểu diễn "Strong" và "Wasting My Young Years" vào Late Night với Jimmy Fallon,đánh dấu màn trình diễn đầu tiên của họ trên truyền hình Mỹ.Vào ngày 1 tháng 4 năm 2014, Official Charts Company thông báo rằng If You Wait của London Grammar là album bán chạy thứ năm của năm 2014 cho đến nay, với doanh số hơn 138.000 bản (tổng số 356.000). London Grammar đã giành được Giải thưởng Ivor Novello ở hạng mục Ca khúc có nhạc và lời hay nhất cho "Strong". Và sau đó vào năm 2014, họ đã giành được hai giải thưởng, "nhạc Indie đột phá của năm" và "Giải PPL cho Đạo diễn độc lập mới được stream nhiều nhất", tại Giải thưởng Âm nhạc Độc lập AIM.
Vào ngày 2 tháng 9 năm 2014 Nhà thời trang Pháp Dior đã phát hành một chiến dịch quảng cáo cho J'Adore có bài hát "Hey Now" (Bản phối lại của The Shoes).
Sau khi Sony Music mua lại Bộ Ghi âm năm 2016, danh mục của London Grammar vẫn được Universal Music Group phân phối ở hầu hết các quốc gia trên thế giới và Because Music ở Pháp.

### 2017–2019:Truth Is a Beautiful Thing
Vào ngày 1 tháng 1 năm 2017, London Grammar đã chia sẻ đĩa đơn "Rooting for You", đánh dấu sản phẩm âm nhạc mới đầu tiên của nhóm kể từ album đầu tay năm 2013.Vào ngày 1 tháng 2 năm 2017, họ chia sẻ đĩa đơn thứ hai "Big Picture" thông qua trang Facebook của họ.  Họ đã hát "Big Picture" trong buổi biểu diễn của họ trên Sau đó với Jools Holland.
Truth Is a Beautiful Thing được phát hành vào ngày 9 tháng 6 năm 2017.Album phần lớn được thu âm với các nhà sản xuất Paul Epworth và Greg Kurstin. Nó đứng đầu bảng xếp hạng ở Vương quốc Anh.
Vào mùa thu năm 2017, bản cover bài hát "Wicked Game" của ban nhạc do Chris Isaak thể hiện đã được sử dụng trong đoạn giới thiệu cho loạt phim Peaky Blinders của BBC.
Vào tháng 3 năm 2018, bài hát "Hell to the Liars" của ban nhạc trong album ‘Truth is a Beautiful Thing’ đã được giới thiệu trên E! chiếu The Royals mùa 4 tập 2 có tựa đề "Confess Yourself to Heaven".
Vào tháng 6 năm 2019, London Grammar đã được giới thiệu trên "Let You Know", một bài hát của nhạc sĩ người Úc Flume.

### 2020 đến nay:Californian Soil
Vào ngày 19 tháng 8 năm 2020, London Grammar phát hành "Baby It’s You", đĩa đơn đầu tiên của họ kể từ năm 2017. Tiếp theo là buổi ra mắt ca khúc thứ hai "Californian Soil" vào ngày 1 tháng 10,trước khi ra mắt album mới, cũng có tựa đề Californian Soil dự kiến phát hành vào ngày 12 tháng 2 năm 2021.Vào ngày 5 tháng 1 năm 2021, ban nhạc thông báo rằng ngày phát hành album đã được hoãn lại đến ngày 9 tháng 4 năm đó.

## Phong cách âm nhạc
Phong cách âm nhạc của London Grammar được mô tả là "sự pha trộn giữa âm thanh xung quanh, thanh tao và cổ điển" với tiếng guitar u sầu, giọng hát cao vút, lời bài hát da diết, và thường thể hiện ảnh hưởng của trip-hop và dance.Giọng hát mạnh mẽ, đầy ám ảnh của Hannah Reid, nổi bật trên tất cả các bài hát của London Grammar được phát hành cho đến nay, thường được so sánh với giọng hát của Judie Tzuke và Florence Welch. Các bài hát là một nỗ lực hợp tác như Reid giải thích: "Tôi viết lời và lời thoại đầu. Nhưng các bài hát bắt đầu từ cả ba chúng tôi. Dot sẽ viết một phần piano hoặc một bản nhạc.Dan sẽ thêm một số guitar." bị ảnh hưởng về mặt cảm xúc" và nói rằng cô ấy "viết về những người đến và bước ra khỏi cuộc sống của tôi."

## Nữ ca sĩHannah Reid

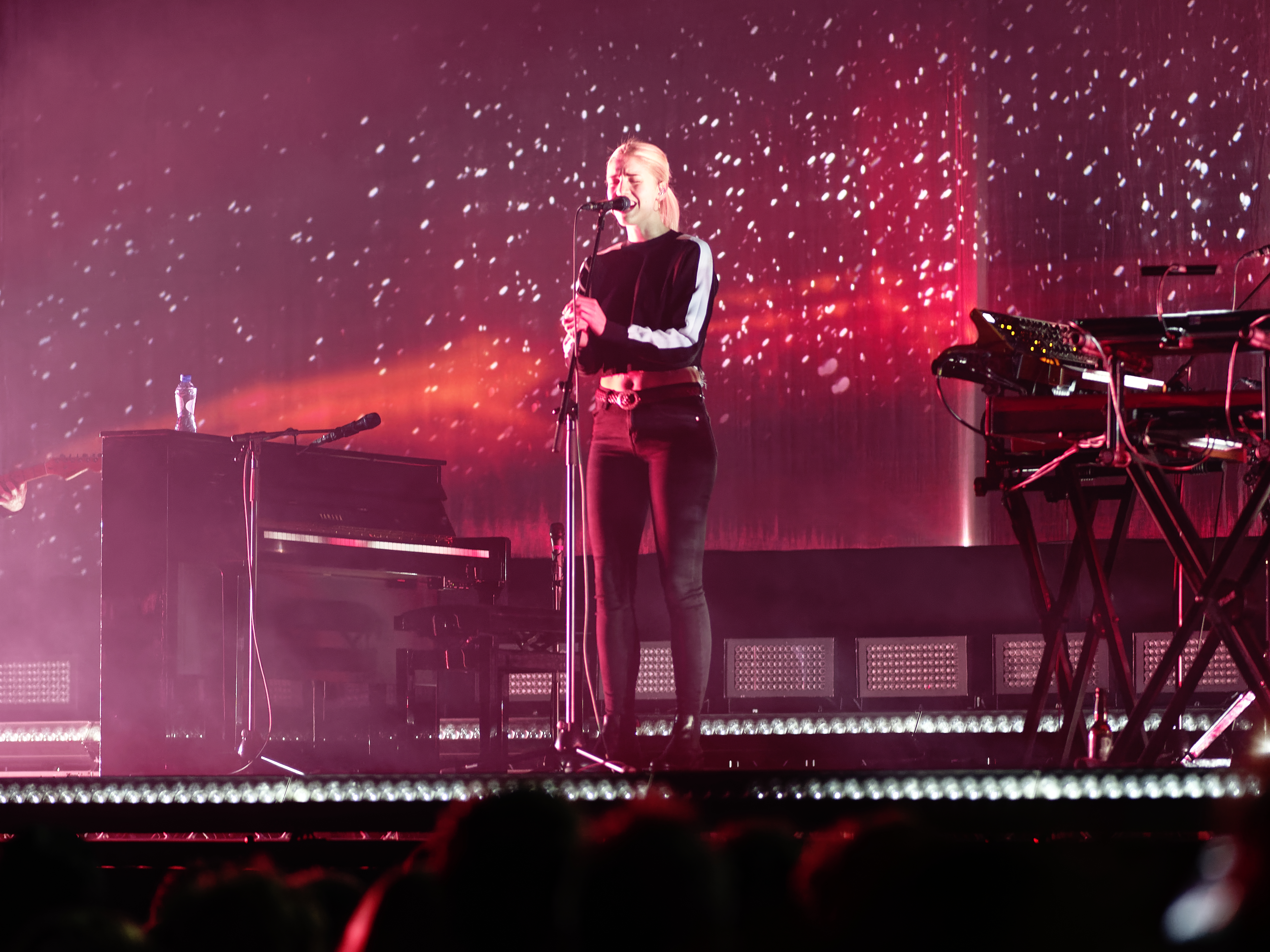
Hannah Reid biểu diễn tại Amsterdam

Hannah Reid sinh ngày 30 tháng 12 năm 1989.Cô là ca sĩ và nhạc sĩ chính của London Grammar.  Reid lớn lên ở Acton và đi học ở Tây London.  Cô đã được đào tạo thanh nhạc cổ điển, và muốn theo đuổi phân tâm học như một nghề nghiệp, làm việc như một thợ làm tóc và trong một quán bar, trước khi vào đại học.  Ban đầu cô dự định theo đuổi diễn xuất sau khi kiếm được học bổng về phim truyền hình. Reid đang theo học lịch sử nghệ thuật và tiếng Anh tại Đại học Nottingham khi cô bắt đầu ban nhạc. Cô gặp nghệ sĩ guitar Dan Rothman của London Grammar tại một khu nội trú tại Đại học Nottingham vào năm 2009. Sau khi thấy cô chơi guitar, anh đã gửi cho cô một tin nhắn Facebook mời Reid thành lập ban nhạc.
Trận chiến của cô với chứng sợ sân khấu đã được báo cáo rộng rãi;  trong một cuộc phỏng vấn, cô ấy nói về việc đứng trên sân khấu "(...) đôi khi dây thần kinh không thể nhấc lên được, và tôi chỉ cảm thấy kinh khủng và hoảng loạn trong suốt".  Để giúp chống lại nỗi ám ảnh này, cô bắt đầu thực hành Kỹ thuật Tự do Cảm xúc (EFT). Cô ấy không dung nạp gluten, và ngoài việc tránh một số loại thực phẩm, cô ấy cũng tránh uống rượu. Cô ấy bị bắt gặp giữa một cuộc luận chiến trên Twitter sau khi chương trình Radio 1 Breakfast Show gửi một dòng tweet phân biệt giới tính về ngoại hình của cô ấy. Reid cũng được biết đến với giọng hát mở rộng và giọng nói truyền cảm

## Đĩa đệm
Album tại Studio
- If You Wait (2013)
- Truth Is a Beautiful Thing (2017)
- Californian Soil (2021)
- The Greatest Love (2024)

## Giải thưởng
| Năm  | Giải thưởng                      | Album được đề cử         | Thể loại                             | Kết quả   | Ref.   |
| ---- | -------------------------------- | ------------------------ | ------------------------------------ | --------- | ------ |
| 2013 | UK Music Video Awards            | "Wasting My Young Years" | Best Visual Effects in a Video       | Đề cử     | [ 23 ] |
| 2013 | UK Music Video Awards            | "Wasting My Young Years" | Best Alternative Video - UK          | Đoạt giải | [ 23 ] |
| 2014 | UK Music Video Awards            | "Nightcall"              | Best Alternative Video - UK          | Đề cử     | [ 24 ] |
| 2014 | UK Music Video Awards            | "Nightcall"              | Best Cinematography in a Video       | Đề cử     | [ 24 ] |
| 2014 | UK Music Video Awards            | If You Wait              | Best Music Ad – TV or Online         | Đề cử     | [ 24 ] |
| 2014 | UK Music Video Awards            | Themselves               | Best Video Artist                    | Đề cử     | [ 24 ] |
| 2014 | Brit Awards                      | Themselves               | British Breakthrough Act             | Đề cử     |        |
| 2014 | Q Awards                         | Themselves               | Best New Act                         | Đề cử     |        |
| 2014 | Ivor Novello Awards              | "Strong"                 | Best Song Musically & Lyrically      | Đoạt giải | [ 25 ] |
| 2014 | AIM Independent Music Awards     | "Strong"                 | Independent Track of the Year        | Đề cử     | [ 26 ] |
| 2014 | AIM Independent Music Awards     | If You Wait              | Independent Album of the Year        | Đề cử     | [ 26 ] |
| 2014 | AIM Independent Music Awards     | Themselves               | Best Live Act                        | Đề cử     | [ 26 ] |
| 2014 | AIM Independent Music Awards     | Themselves               | Independent Breakthrough of the Year | Đoạt giải | [ 27 ] |
| 2014 | AIM Independent Music Awards     | Themselves               | Most Played New Independent Act      | Đoạt giải | [ 27 ] |
| 2015 | International Dance Music Awards | "Hey Now" (Sasha Remix)  | Best House/Garage/Deep House Track   | Đề cử     | [ 28 ] |
| 2015 | The Music Producers Guild Awards | If You Wait              | UK Album of the Year                 | Đề cử     | [ 29 ] |
| 2017 | UK Music Video Awards            | "Rooting for You"        | Best Live Session                    | Đề cử     |        |
| 2018 | Brit Awards                      | Themselves               | Best British Group                   | Đề cử     |        |